# Azorelloideae
Azorelloideae, potporodica štitarki. Sastoji se od 15 rodova unutar tribusa Azorelleae i klada Azorella i Bowlesia; tipični rod je acorela (Azorella) iz Južne Amerike, Novog Zelanda i Australije.

## Rodovi
1. Tribus Azorelleae Reveal
  1. Eremocharis Phil. (9 spp.)
  2. Gymnophyton (Hook.) Clos (6 spp.)
  3. Pozoa Lag. (2 spp.)
  4. Asteriscium Cham. & Schltdl. (9 spp.)
  5. Domeykoa Phil. (5 spp.)
2. Tribus klada Azorella
  1. Spananthe Jacq. (2 spp.)
  2. Azorella Lam. (58 spp.)
  3. Dichosciadium Domin (1 sp.)
  4. Oschatzia Walp. (2 spp.)
  5. Diplaspis Hook. fil. (3 spp.)
3. Tribus klada Bowlesia
  1. Homalocarpus Hook. & Arn. (6 spp.)
  2. Bowlesia Ruiz & Pav. (16 spp.)
  3. Drusa DC. (1 sp.)
  4. Bolax Comm. ex A. Juss. (2 spp.)
  5. Dickinsia Franch. (1 sp.)